# Oxycera hybrida
Oxycera hybrida är en tvåvingeart som beskrevs av Friedrich Hermann Loew 1873. Oxycera hybrida ingår i släktet Oxycera och familjen vapenflugor.
Artens utbredningsområde är Turkmenistan. Inga underarter finns listade i Catalogue of Life.